# کمیته ملی المپیک لیتوانی
کمیته ملی المپیک لیتوانی (لیتوانیایی: Lietuvos tautinis olimpinis komitetas) یک سازمان ورزشی است که نماینده کشور لیتوانی در کمیته بین‌المللی المپیک می‌باشد.
این سازمان که در سال ۱۹۲۴ تأسیس شده مسئول آماده‌سازی و اعزام ورزشکاران به بازی‌های المپیک، بازی‌های المپیک جوانان و بازی‌های اروپایی است.